# Вишневе (місто)
Вишне́ве — місто в Україні, південно-західне передмістя Києва, центр Вишнівської міської громади, адміністративно належить до Бучанського району Київської області.

## Історія

### Заснування міста
1886 року затвердили проєкт будівництва Південно-Західної залізниці (ПЗЗ) довжиною 428 км. Згідно з ним залізниця мала пролягати від Києва-Волинського через село Жуляни, м. Васильків і далі на Фастів, де розходилась у напрямках Одеси та Катеринослава.[джерело?]
Щоб заощадити кошти, будівельники вирішили скоротити довжину колії до Фастова, пустивши її не через с. Жуляни, а трохи правіше — через мальовничу місцевість з озерами, які утворились вздовж річки Желяні. 1887 року збудували дерев'яні будівлі залізничної станції «Жуляни».

### Перші мешканці

Хрест на в'їзді в місто

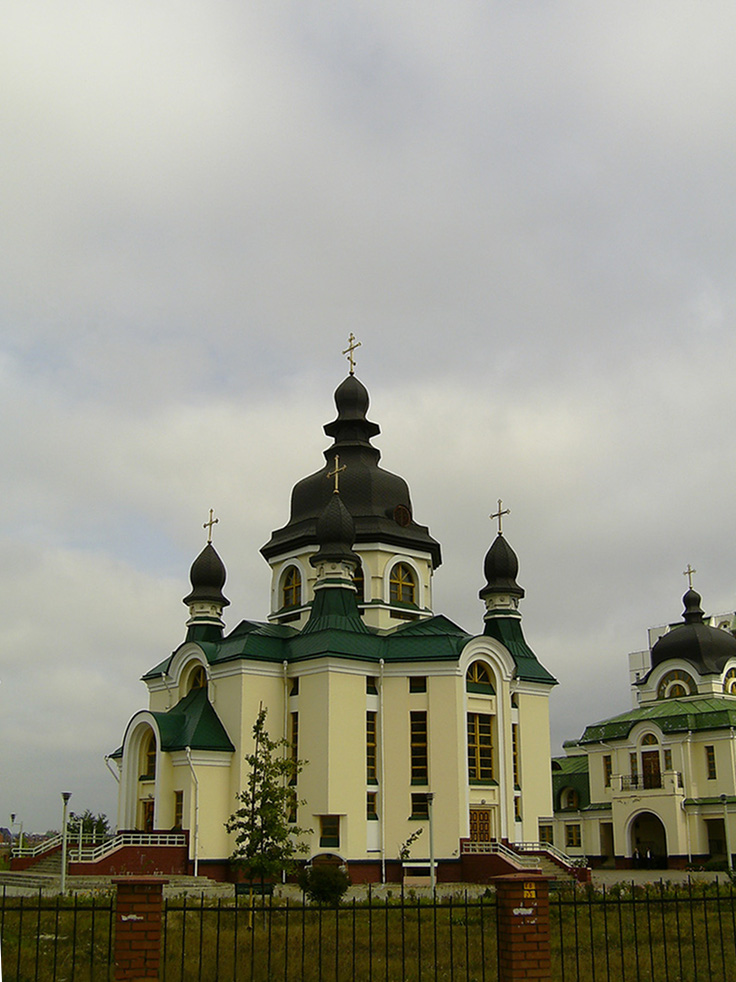
Церква Вознесіння Господнього у Вишневому

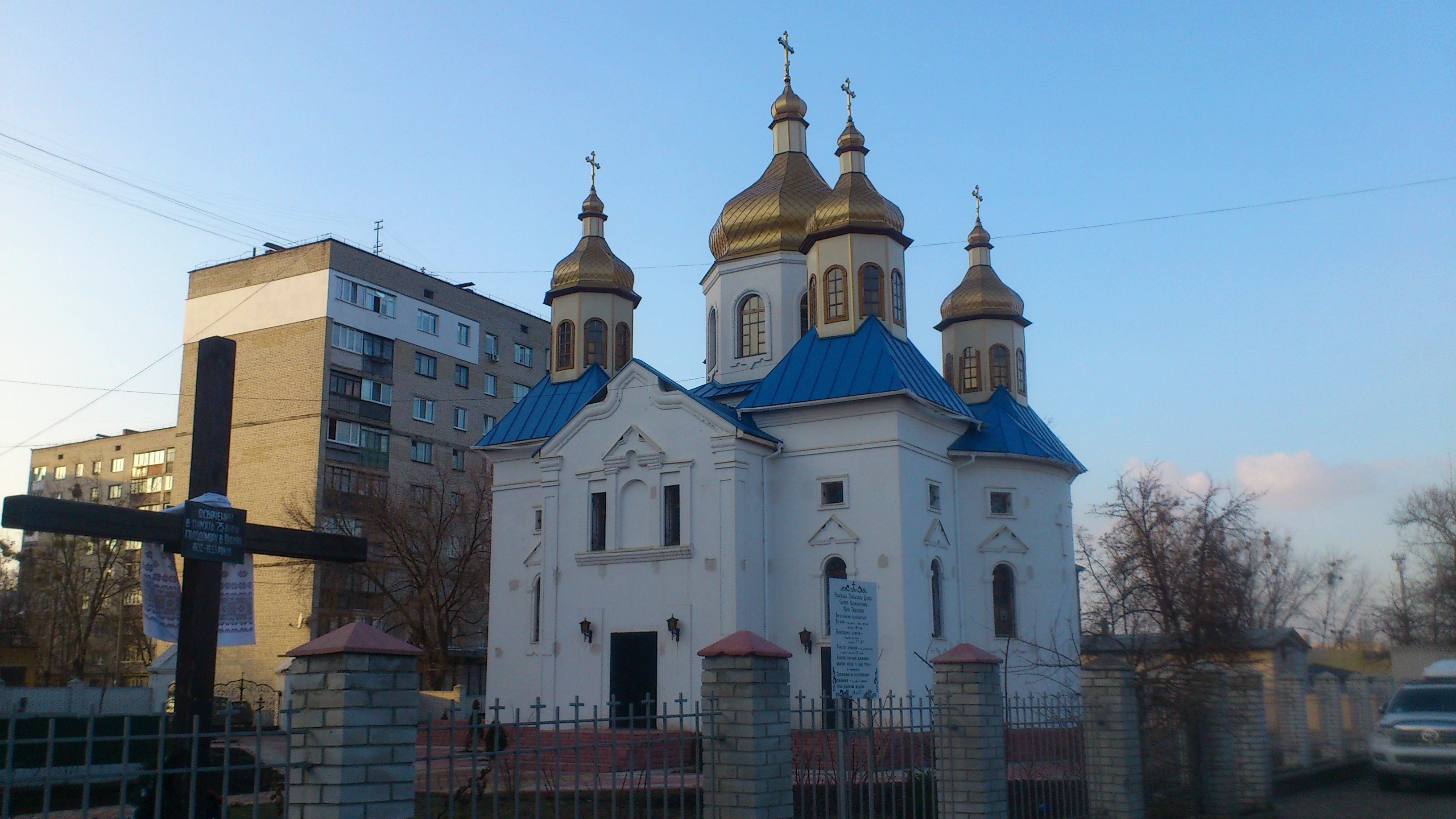
Церква Святого великомученика Юрія Переможця

Пам'ятник Тарасові Шевченку в Вишневому

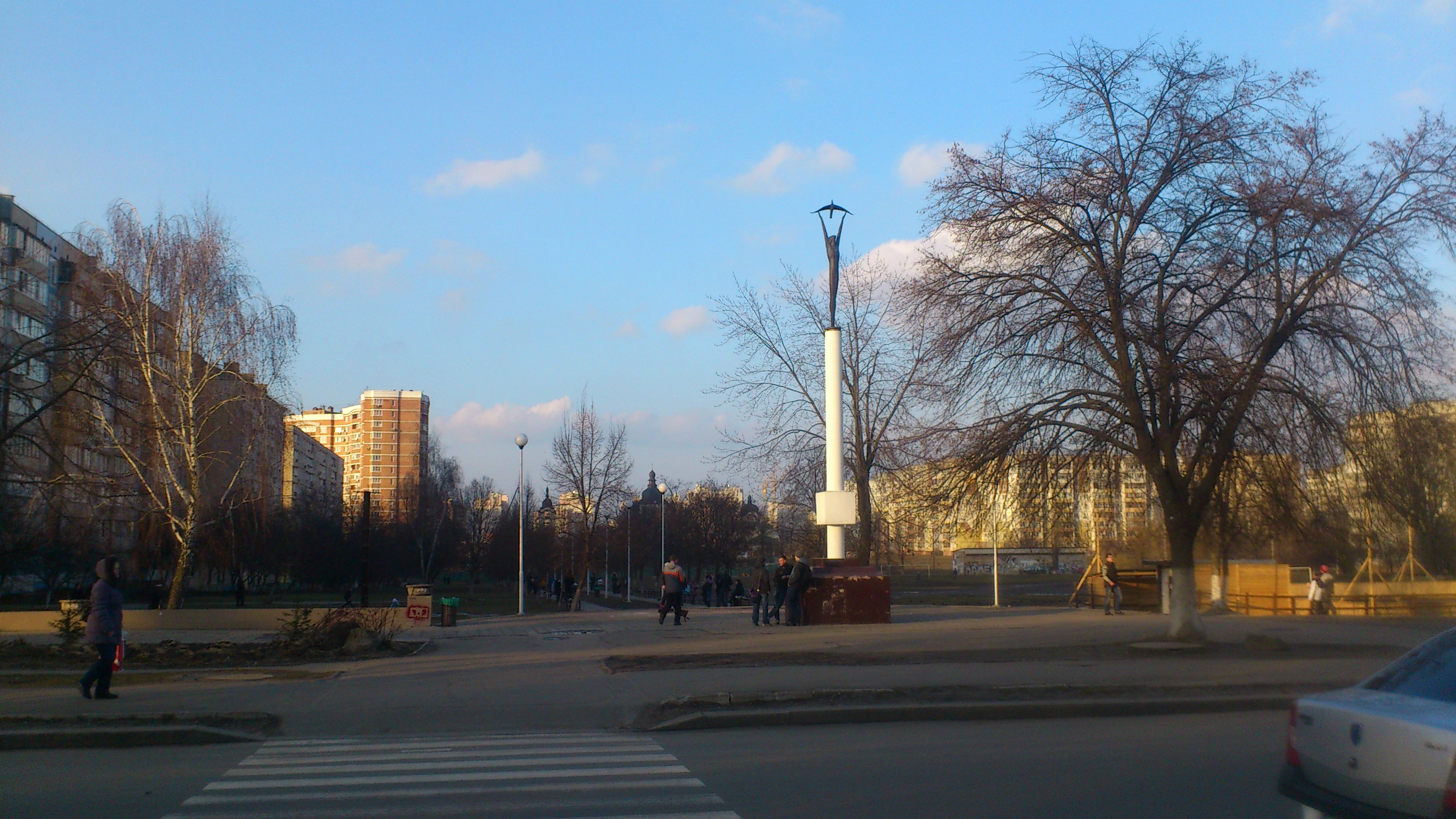
Скульптурна композиція «Політ»

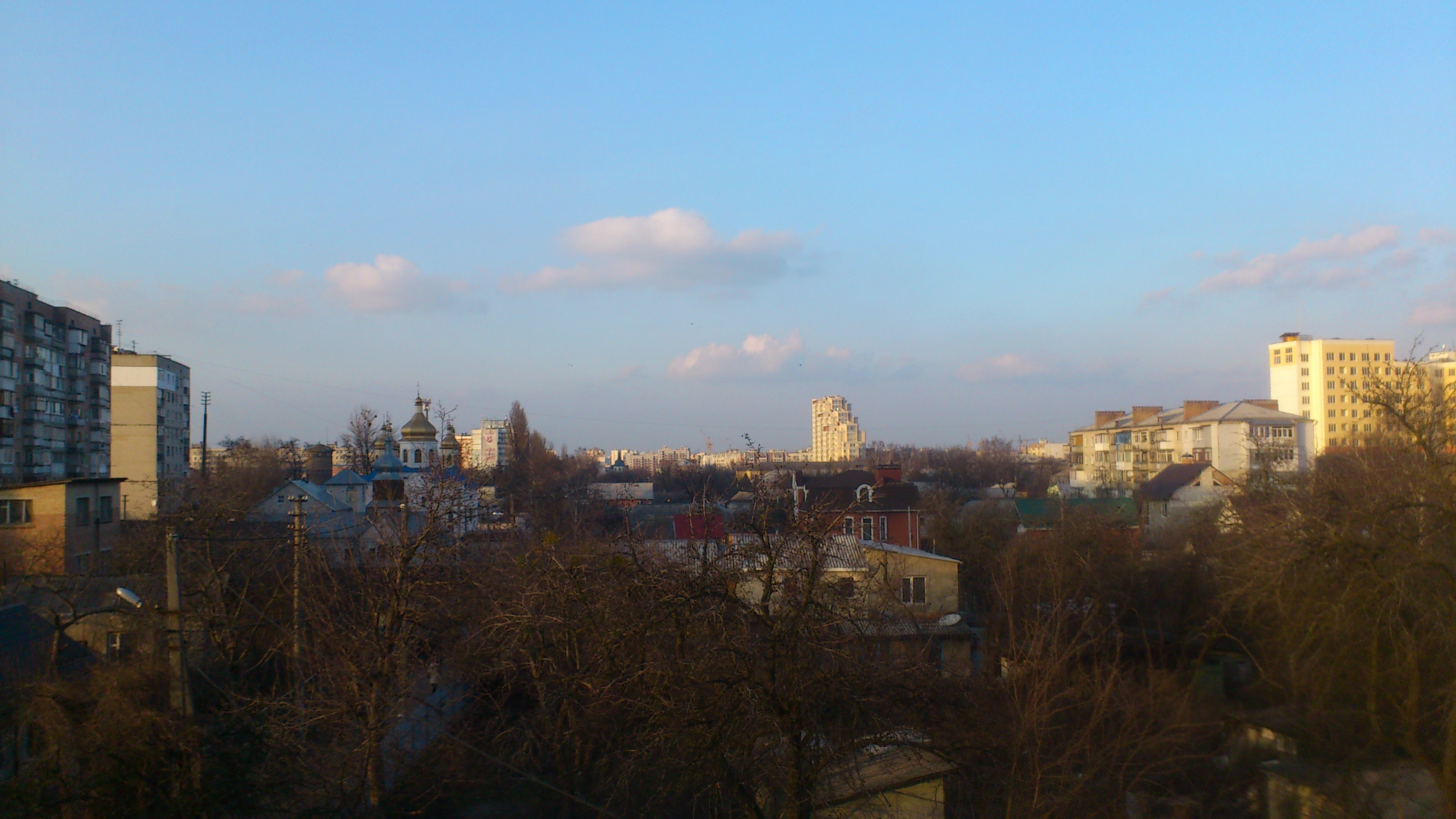
Вид на Вишневе з мосту над залізницею

Перший постійний мешканець станції «Жуляни» — Тимофій Олифирко, службовець поштового вагону. Оселився на вулиці Пушкінській 1912 року.
Григорій Бужор — перший стрілочник станції «Жуляни».
Микола Іванович Мигай працював контролером ПЗЗ у 1908–1919 рр. Сім'я Мигаїв мешкає у Вишневому на вулиці Шевченко — тут була перша будівля. 1912 року збудовали ще кілька будівель на теперішніх вулицях Щорса та Шевченка.

### 1919
Восени 1919 р. станція «Жуляни» була місцем жорстоких боїв між добровольчою армією росіянина Денікіна та комуністами. Тоді на станцію ввірвались денікінці і наказали черговому відкрити семафор та пропустити з Боярки на Київ-Волинський їхній бронепоїзд. Того дня на станції працював Олександр Микитович Табунський. Почувши постріли наступаючих від села Гатне червоних партизанів, він повідомив їх про наближення бронепоїзда. Командир червоних вдягнув мундир денікінського офіцера, підійшов до бронепоїзда і сказав: «Наказ полковника направити бронепоїзд на перегін Київ-Волинський і там відкрити вогонь». Вранці партизани-комуністи вибили денікінців зі станції «Жуляни».

### 1926–1928
Після окупації України владою російських комуністів-більшовиків і включення її до складу СРСР почалося будівництво захисних укріплень м. Києва, базовою станцією для якого стала станція «Жуляни». Сюди прибували вантажі для будівництва дотів. При станції були зведені приміщення для штабу військових будівельників, вартове приміщення, та підсобне господарство.
В одному з приватних будинків була крамниця, де працював продавець з Києва. Тут можна було купити хліб, сіль, тюльку. Магазина на станції «Жуляни» не було і люди їздили за товаром до Києва.
Почали свій рух приміські поїзди (тепер їх називають електричками).

### 1928–1929
Масова колективізація. Ліквідація хуторів. Виселені хуторяни оселялися на станції «Жуляни» по вулицях Островського, Садовій, Шевченка, Святоюр'ївській, Кутузова.

### 1930-ті рр.
З Боярки сюди перенесли машинно-тракторну станцію Києво-Святошинського району. Поряд з МТС розташувалась автоколона та Київська контора «Сіленерго». 1935 року в селі біля станції «Жуляни» було 80 дворів. Індивідуально забудовувалися вулиці Карла Маркса, Залізнична та Поштовий провулок.

### Серпень-вересень1941р. Оборона Києва
Станція «Жуляни» стала оборонним рубежем на підступах до міста. Німецькі війська намагались захопити Київ до 8 серпня 1941 року. Разом із частинами Червоної Армії та підрозділами залізничних військ бої вели загони народного ополчення. Проте ворог спромігся прорвати лінію укріплень, вийти на північно-східну околицю Жулян і захопити Голосіївський ліс. Поле між селом Крюківщина та станцією «Жуляни» було усіяно тілами радянських воїнів. Кілька дотів продовжували оборону вже в тилу ворога. 10 оборонців доту № 131 під командуванням лейтенанта Якуніна вели нерівний бій, поки не були спалені вогнеметами.
У своїх спогадах «Бійці укріпленого району» колишній військовий комісар Київського району І. Ф. Євдокимов писав про оборонців доту № 205 під командуванням лейтенанта Г. К. Вєтрова: «Фашисти вели по доту безперервний вогонь, скидали на нього важкі бомби. Телефонний кабель був перебитий, із ладу виведено електрообладнання, пошкоджено амбразуру та кулемет. Бійці доту при світлі ліхтарів набивали кулеметні стрічки патронами і відпомповували ручним насосом ґрунтові води. Два бійці були контужені, але гарнізон доту діяв як загрозлива для ворога бойова одиниця». Невідомо чим закінчилась би облога доту, якби наступного дня туди не прорвалися декілька сміливців з 28-го кулеметного батальйону Київського укріпрайону. Вони принесли обложеним боєприпаси, харчі та дозвіл командування відступити. «Ніколи! — відповів за всіх лейтенант Вєтров. — Тепер ми можемо не тільки оборонятись, а й вести активні бойові дії». Вночі вони залишали дот, переходили річку Сіверку та несподівано нападали на ворога.
Великі втрати завдавали фашистам радянські бронепоїзди. Бронепоїзд старшого лейтенанта Ананьєва проник у тил супротивника, артилерійським вогнем розсіяв скупчення німецького війська, розгромив штаб ворога, підірвав склад боєприпасів, знищив близько 300 німецьких солдат. Протягом одного тижня бронепоїзд здійснив 15 нападів.

### Герої війни
За бойові заслуги в роки Другої світової війни 365 мешканців Вишневого нагороджені орденами та медалями. 28 із них нагороджені посмертно.
6 липня 1944 року в Білорусі, знищивши три фашистських танки, загинув смертю хоробрих старший лейтенант Микола Лабулівський. Тяжко пораненим повернувся додому Герой Радянського Союзу Павло Гавриш (помер від ран 1968 року). Між Крюківщиною та станцією «Жуляни» загинув смертю хоробрих Герой Радянського Союзу Микола Балуков. Його іменем названа одна з вулиць міста Вишневого.

### Повоєнні роки
Після війни будівництво села біля станції «Жуляни» (належала до Крюківщинської сільради) тривало. Згодом мешканці Вишневого Кучугурова, Токова, Тимченко, Рожко та Панкевич писали: «Ми живемо в місті Вишневому з 1946 року. Весь час працювали на підприємствах Києва. В ті роки не було електропоїздів, їздили на роботу в робочих поїздах, товарняках. Людей набивалось дуже багато. Чіпляючись за поручні прямо на ходу, щоб тільки вспіти на роботу. За часів Сталіна, суворо карали за запізнення, тоді було страшне безробіття, і кожне запізнення приймалося як саботаж. Магазинів в молодому селі ще не було. Стояли в чергах в Києві, щоб що-небудь купити за карточки. Потім почали з'являтись ларьки, жилі дома. Ні радіо, ні світла, ні газу, ні води не було, але на наших очах ставало на ноги майбутнє місто. Точніше, ми його піднімали своїми плечима, відстроювали на безкінечних суботниках, а також після роботи. І все що нам потрібно було — це прожити і пережити на благо наших дітей…»

### 1952—1955. Будівництво міської інфраструктури
Із земель колгоспу ім. Мічурина с. Крюківщина було виділено 75 гектарів для індивідуального будівництва робітникам і службовцям МТС, автобаз та інших організацій району, а також демобілізованим солдатам. Почалось активне будівництво по вулицях Миру, Вишнева, Гоголя, Чапаєва, Кооперативній, провулках Дальньому та Широкому.
1955 — розпочалось будівництво шкіл. Перед тим діти ходили в початкову школу села Крюківщина або їздили в Боярку. За ініціативою начальника Управління ПЗЗ Петра Федоровича Кривоноса відкрили початкову російськомовну школу на станції «Жуляни». Відповідальна за це розпорядження була педагог Ніна Дмитрівна Сидорська. Вона добилась організації початкової школи в приміщенні гуртожитку барачного типу як філії Боярської залізничної школи № 18. Школа-філіал № 13 в селі при станції «Жуляни» відкрила свої двері 1 вересня 1955 року. Школа-філіал, з часом, відділилася від Боярської школи і стала самостійною.
Рішенням виконавчого комітету Київської обласної Ради депутатів трудящих від 15 лютого 1958 року по Києво-Святошинському р-ну включено в дані адміністративно-територіального обліку новоутворений населений пункт — селище Вишневе (с-ще зал. станції Жуляни) з підпорядкуванням його Крюківщинській сільській Раді.

### 1960–1963
Рішенням виконкому Київської обласної Ради депутатів трудящих від 13 лютого 1960 року селище Вишневе Крюківщинської сільської Ради Києво-Святошинського р-ну віднесено до категорії селищ міського типу.
На час перейменування усі подвір'я тонули в буйному вишневому цвіті. Вже в перейменованому населеному пункті створили міську рада депутатів трудящих, на чолі якої був Федір Миколайович Леоненко.
1960 — населення Вишневого досягло 3800 осіб.
1960–1963 — відкрили першу 8-літню школу № 1, створили першу бібліотеку по вул. К.Маркса,1 та літній кінотеатр. Господарчі організації Вишневого наводили за свій рахунок порядок на вулицях Залізничній і Леніна (теперішня Лесі Українки).

### 1963–1965. Вишневе— промзона Києва
Великим поштовхом для розвитку Вишневого став дозвіл Ради Міністрів УРСР від 1963 року «Про винесення за межі міста Києва ряд промислових підприємств та баз у населений пункт Вишневий». Для здійснення цього рішення з земель радгоспу ім. Мічуріна виділили 136 гектарів під будівництво великого промислового вузла, житлових районів, соціально-культурних об'єктів. Розпочалося величезне будівництво.
На той час міськвиконком очолював Олександр Тимофійович Осадчий.

### Після1965р.
В «Історії міст і сіл Української РСР» про Вишневе було подано таку інформацію:

| Вишневе - селище міського типу, центр селищної Ради, розташоване за 12 км від Києва. Населення - 10 600 чоловік. У Вишневому - 17 промислових підприємств, будівельних і транспортних організацій. За трудові подвиги 14 передовиків виробництва нагороджено орденами й медалями. У селищі працюють середня, вечірня та заочна школи, музична студія, районна спортивна школа, 2 клуби і районна бібліотека; є також 2 медамбулаторії[6]. |
Закінчувалося будівництво промислових підприємств, здано в експлуатацію 120 тис. кв. метрів житла, дві школи, кінотеатр, 12 магазинів, їдальні, багато інших об'єктів. До кінця 1970 року плани будівництва Вишневого були виконані. Тут проживало 17600 чоловік. Селищний виконком Вишневого висунув пропозицію до вищих органів влади про присвоєння населеному пункту статусу міста.
17 березня 1971 р. — Указом Верховної Ради УРСР Вишневе отримало статус міста районного значення.
Голова виконкому Вишневської міської Ради — Микола Миколайович Шундик.

### Епідемія коронавірусу
14 квітня померла перша особа, хвора на коронавірус. Вона проживала у гуртожитку міста Вишневе.
Станом на 21 квітня 2020 року померли 2 особи від коронавірусу, у 37 осіб підтвердили діагноз, серед них і діти. В гуртожитку проживає близько 300 осіб. Їх перевіряють на коронавірус. Біля гуртожитку виставили пост охорони. Жителі будуть 14 діб на ізоляції. Медики зроблять тести всім мешканцям.

## Географія

### Клімат
Клімат Вишневого відносять до помірного континентального з теплим літом (Dfb за класифікацією Кеппена). Середньорічна температура складає 7,8 °C, кількість опадів — 635 мм, які рівномірно розподілені протягом року.
| Клімат м. Вишневе                                                                        | Клімат м. Вишневе | Клімат м. Вишневе | Клімат м. Вишневе | Клімат м. Вишневе | Клімат м. Вишневе | Клімат м. Вишневе | Клімат м. Вишневе | Клімат м. Вишневе | Клімат м. Вишневе | Клімат м. Вишневе | Клімат м. Вишневе | Клімат м. Вишневе | Клімат м. Вишневе |
| Показник                                                                                 | Січ.              | Лют.              | Бер.              | Квіт.             | Трав.             | Черв.             | Лип.              | Серп.             | Вер.              | Жовт.             | Лист.             | Груд.             | Рік               |
| Середній максимум, °C                                                                    | −2,7              | −1,2              | 4                 | 13,6              | 20,5              | 23,6              | 24,5              | 24,1              | 19,1              | 12,2              | 4,6               | 0                 | 11,9              |
| Середня температура, °C                                                                  | −5,5              | −4,3              | 0,5               | 8,8               | 15,2              | 18,4              | 19,4              | 18,9              | 14,1              | 8,2               | 2,1               | −2,3              | 7,8               |
| Середній мінімум, °C                                                                     | −8,3              | −7,3              | −3                | 4,1               | 10                | 13,3              | 14,4              | 13,7              | 9,2               | 4,2               | −0,4              | −4,6              | 3,8               |
| Норма опадів, мм                                                                         | 44                | 40                | 36                | 49                | 53                | 76                | 86                | 65                | 52                | 37                | 48                | 49                | 635               |
| ---------------------------------------------------------------------------------------- | ----------------- | ----------------- | ----------------- | ----------------- | ----------------- | ----------------- | ----------------- | ----------------- | ----------------- | ----------------- | ----------------- | ----------------- | ----------------- |
| Джерело: Climate-Data.org. Архів оригіналу за 12 липня 2019. Процитовано 10 лютого 2021. |                   |                   |                   |                   |                   |                   |                   |                   |                   |                   |                   |                   |                   |

## Населення

### Національний склад
| Національність | Відсоток |
| -------------- | -------- |
| українці       | 89,50 %  |
| росіяни        | 8,56 %   |
| білоруси       | 0,76 %   |

### Мовний склад
Рідна мова населення за даними перепису 2001 року:
| Мова       | Чисельність, осіб | Доля     |
| ---------- | ----------------- | -------- |
| Українська | 30 064            | 87,66 %  |
| Російська  | 4 042             | 11,79 %  |
| Інше       | 189               | 0,55 %   |
| Разом      | 34 295            | 100,00 % |

Вторгнення Росії в Україну спровокувало нову хвилю українізації в місті, дедалі більше людей вважають за краще розмовляти українською мовою.

## Економіка
У Вишневому розташовані такі підприємства:
- Жулянський машинобудівний завод «Візар»
- Київський експериментальний кераміко-художній завод
- «Папірус»

### Провідні підприємства
ДП «Жулянський машинобудівний завод „Візар“», Залізнична станція Вишневе (на лінії Київ-Волинський — Фастів I), Молокозавод, ТОВ «Папірус Гурт», Український НДІ порцеляни і скла, дослідний завод та ін.

### Провайдери
До провайдерів, які доступні для підключення у Вишневому, належать Київстар, Маєток, Компанія «Бест», Воля-Кабель, Інтертелеком, Мережа Ланет, Максимум-Нет, Укртелеком, Vega.

## Відомі люди
- Басистюк Дмитро Вікторович (1991—2023) — сержант Збройних сил України, учасник російсько-української війни.
- Домашенко Тетяна Михайлівна — поетеса, громадсько-політичний діяч, автор 4-х поетичних збірок, засновник і директор видавництва «Духовна Вісь».
- Замковий Микола — український купець.
- Істер Олександр Семенович — вчитель-методист з математики, автор підручників і навчально-методичної літератури по шкільній математиці.
- Кириченко Федір Трифонович — радянський поет та літературознавець.
- Крижанівський Олександр Панасович —художній керівник хору Палацу культури і мистецтв Вишневої міської ради, заслужений працівник культури України[12].
- Курбатов Вадим Михайлович (1967—2016) — сержант Збройних сил України, учасник російсько-української війни.
- Міхеєв Віталій Вікторович — український стронгмен.
- Романенко Василь Васильович (1966—2018) — доброволець, учасник російсько-української війни, почесний громадянин Вишневого[13]
- Ткаченко Олександр Сергійович (* 1979) — солдат Збройних сил України, учасник російсько-української війни.
- Хоменко Ігор В'ячеславович (1960—2014) — український громадський активіст, учасник Революції Гідності.
- Чумак Юлія Олегівна (* 1996) — українська плавчиня, світова рекордсменка. Чемпіонка Європи; віце-чемпіонка світу.
- Kamon!!! — український жіночий електроклеш-дует.
- Фарбований Лис — український рок-гурт.

## Галерея

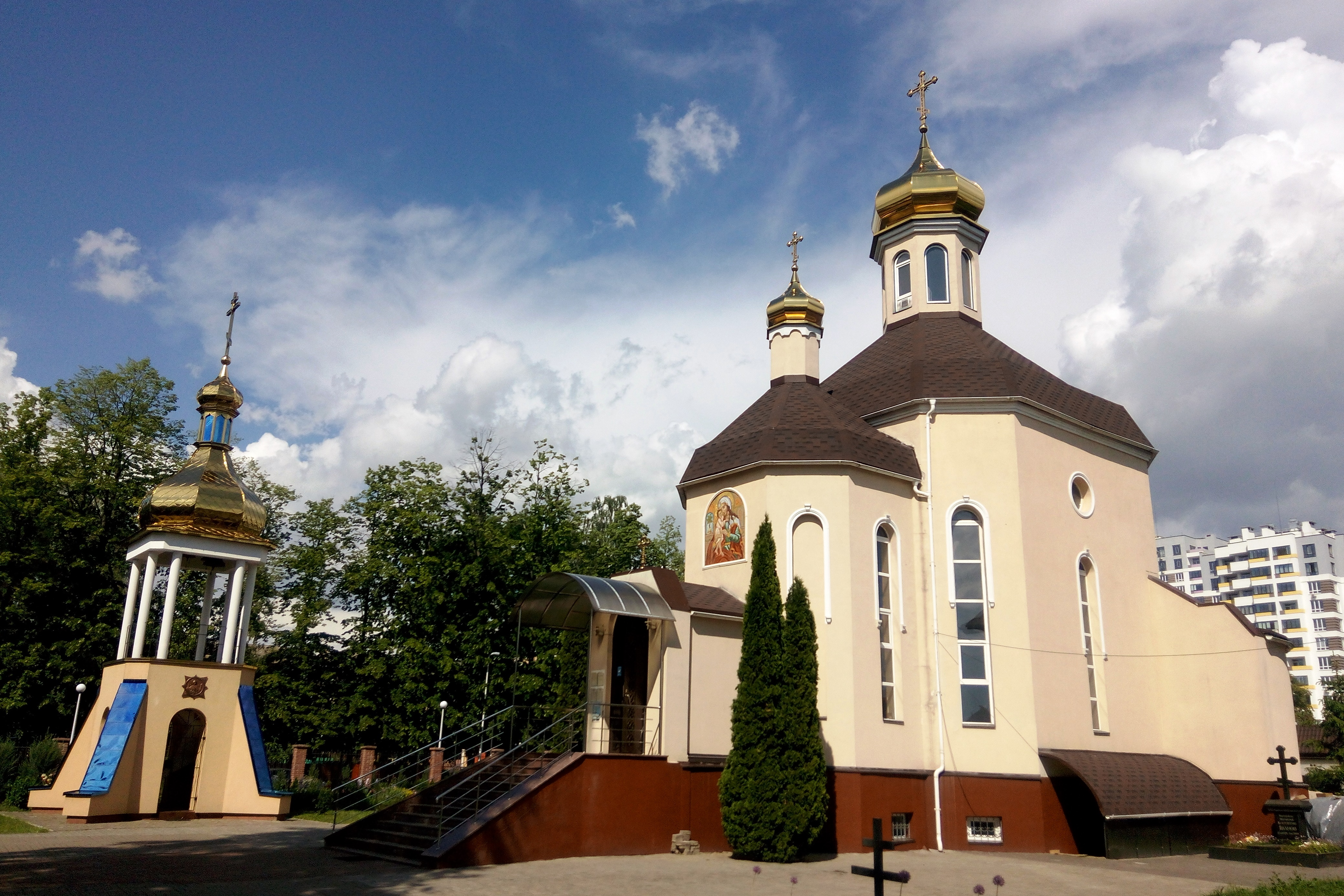
Храм ікони Божої Матері "Віднайдення загиблих" і дзвіниця
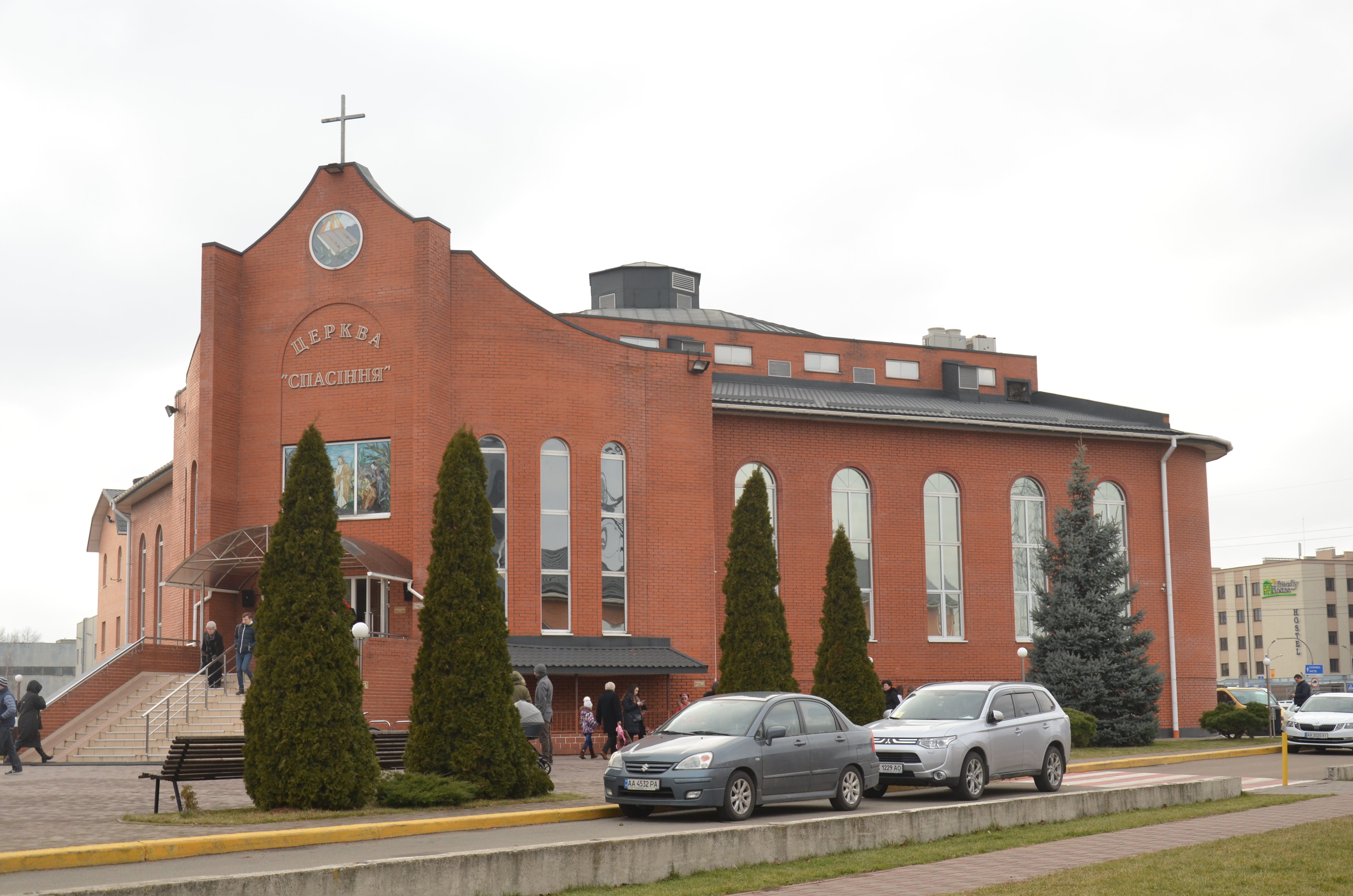
Вишневе, церква "Спасіння"
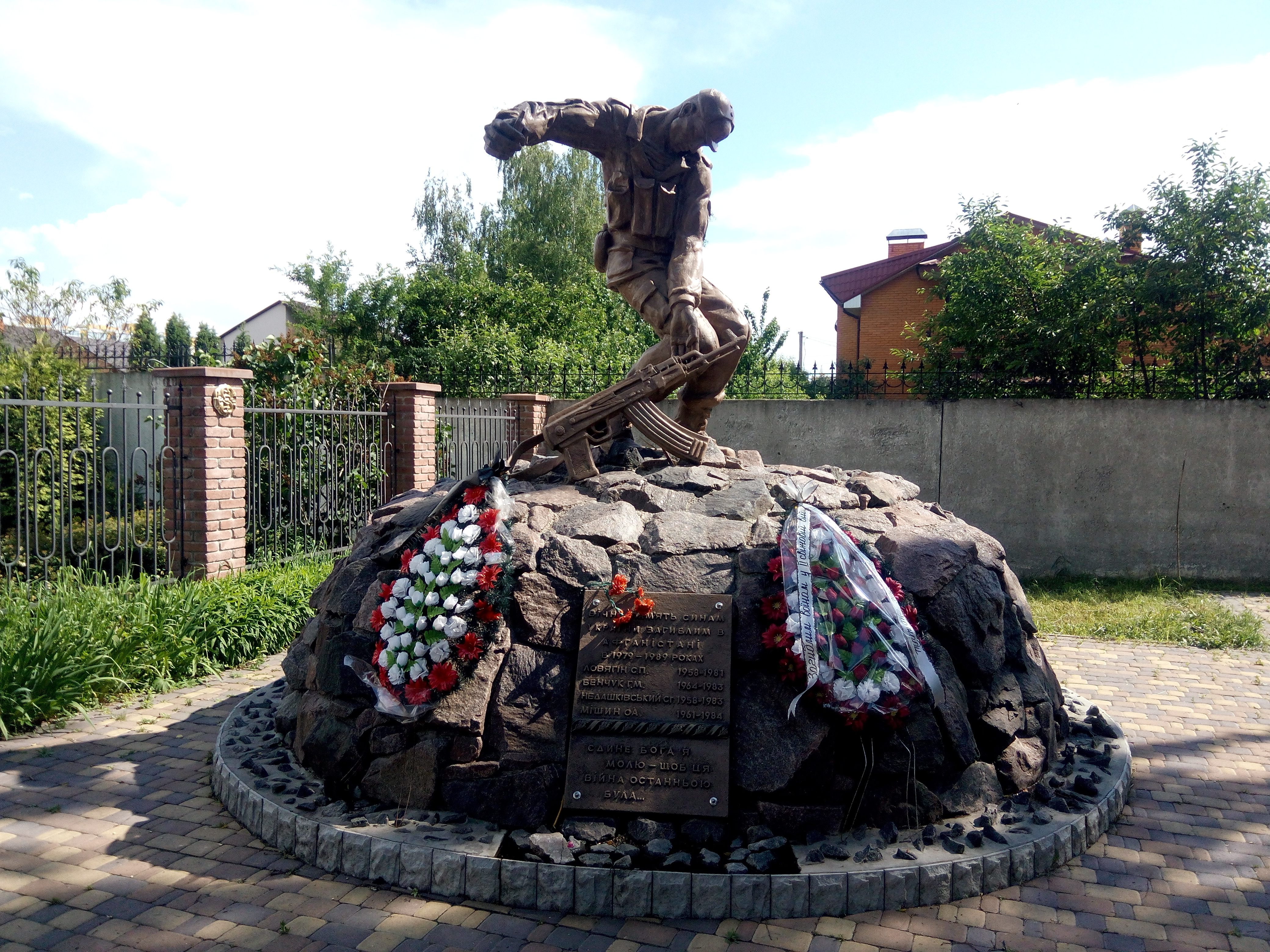
Пам'ятник воїнам-афганцям
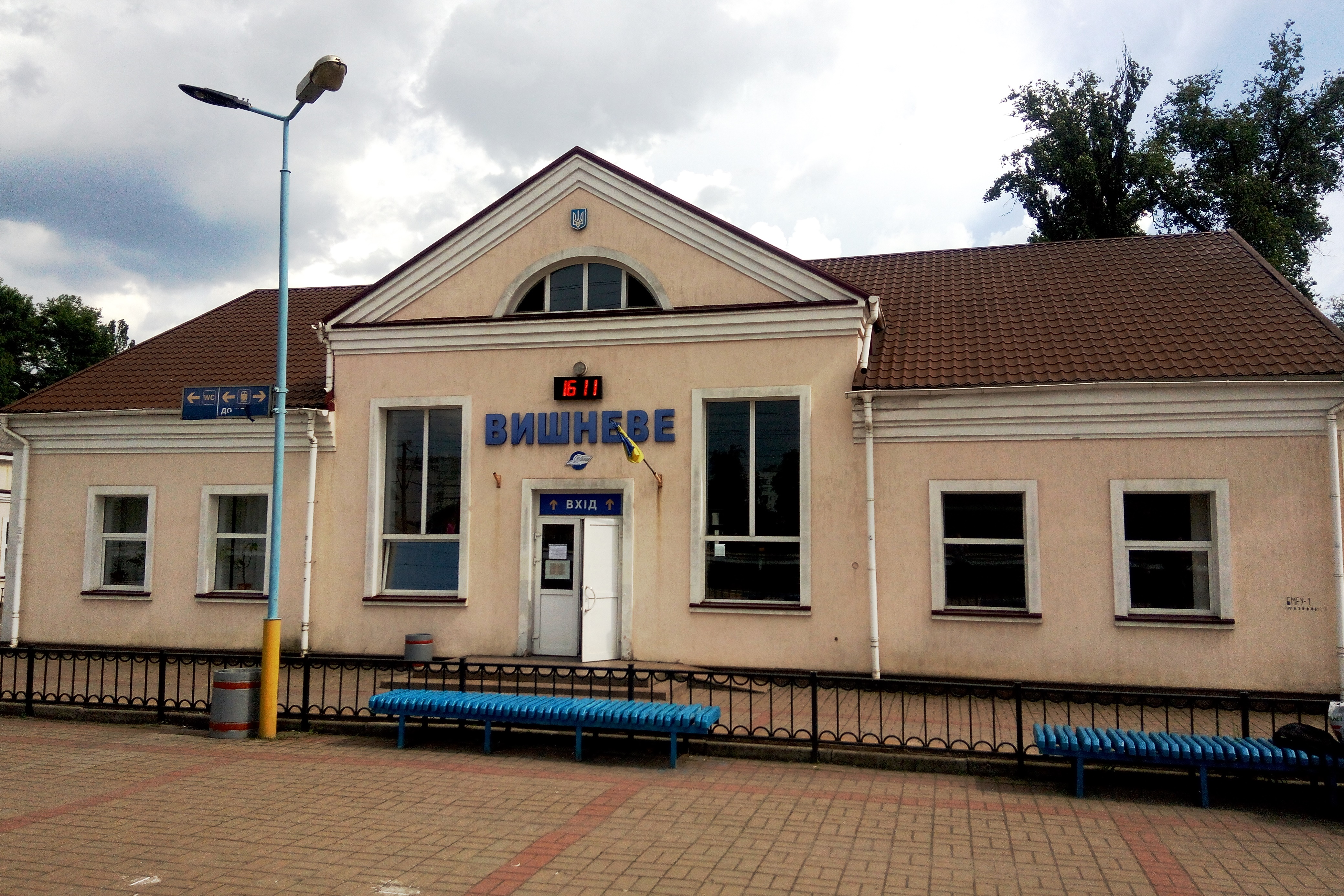
Залізничний вокзал
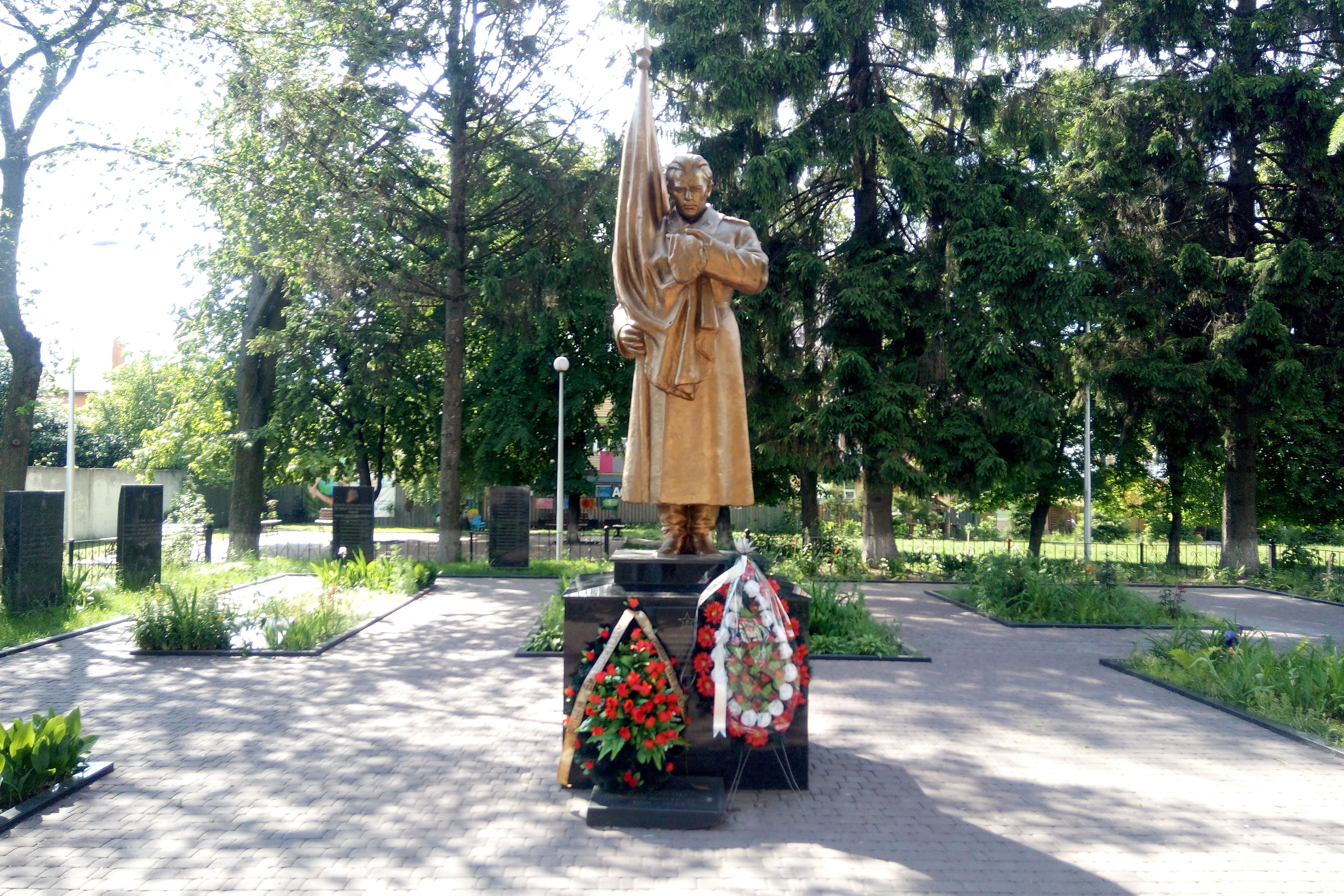
Пам'ятник радянським воїнам загиблим в роки Другої світової війни
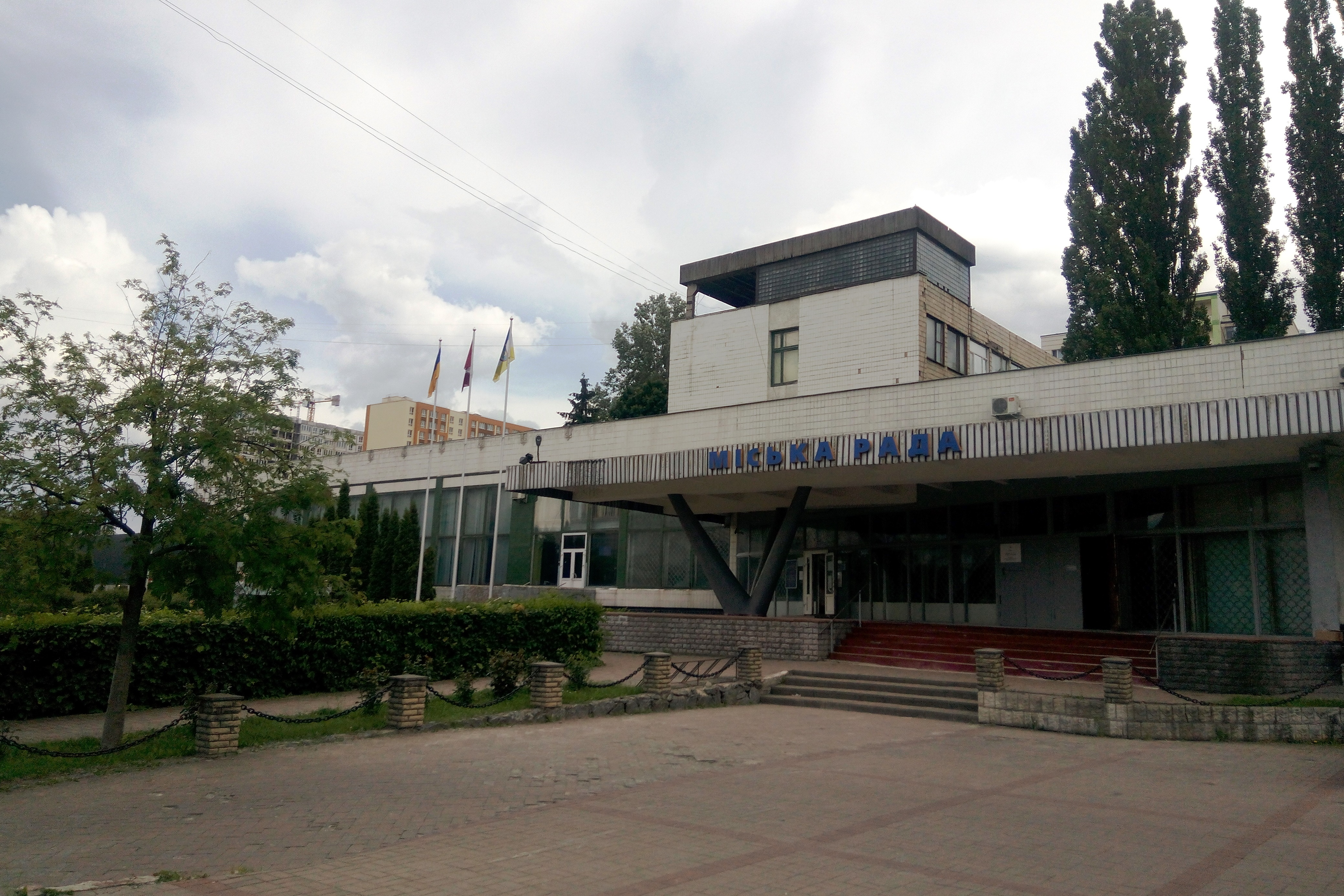
Будівля міської ради
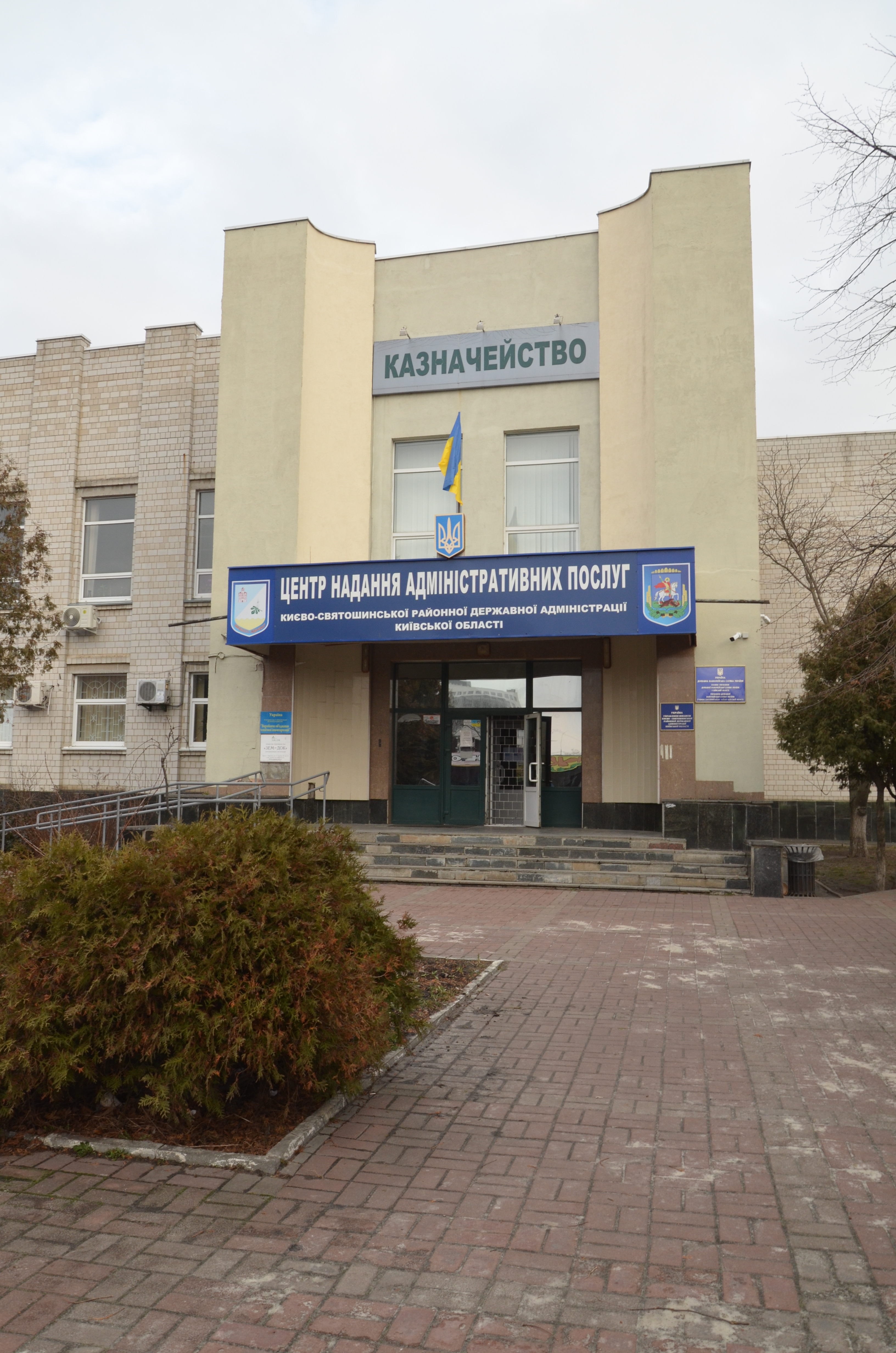
Вишневе, Центр надання адміністративних послуг
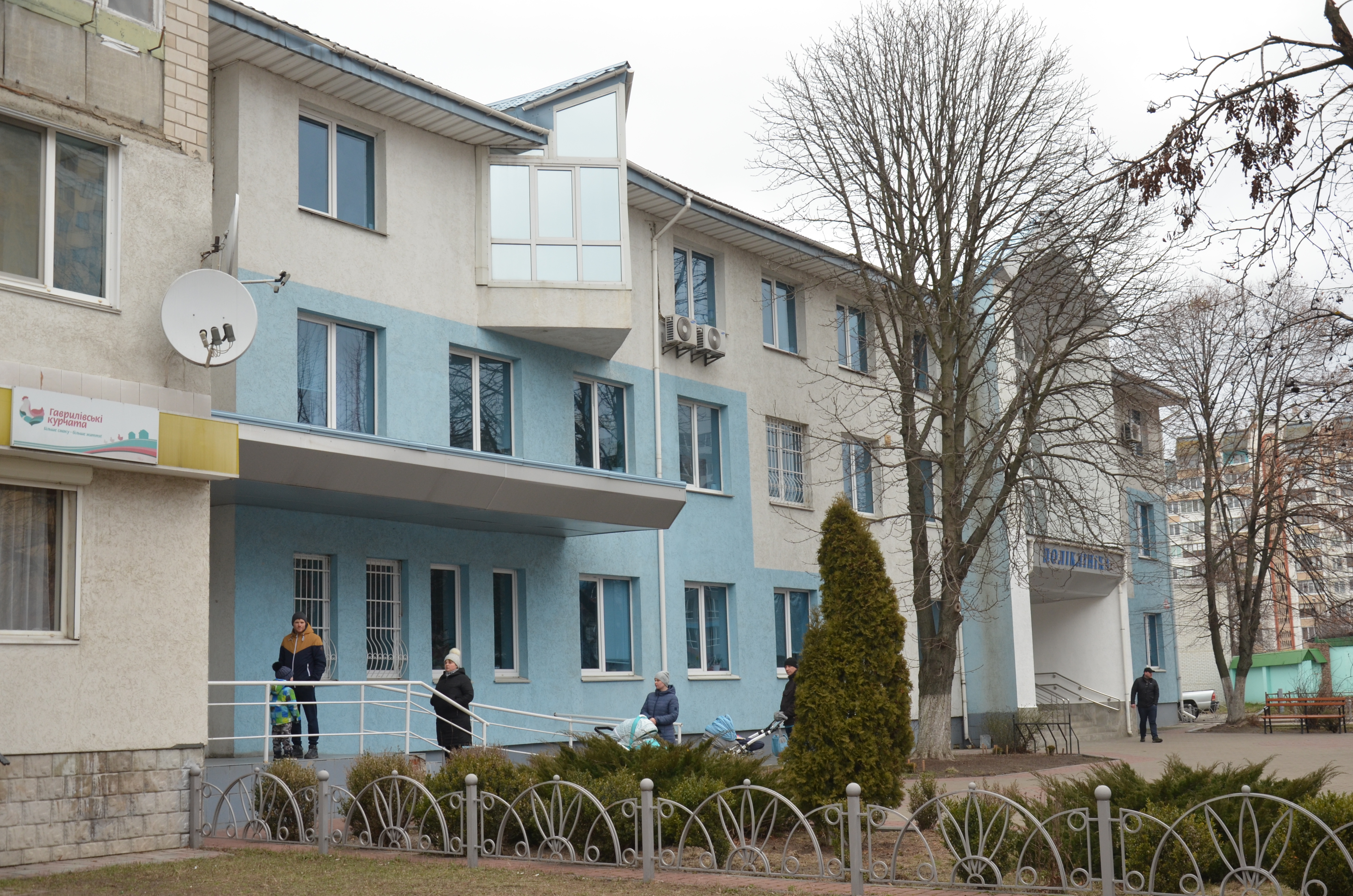
Вишневе, міська поліклініка
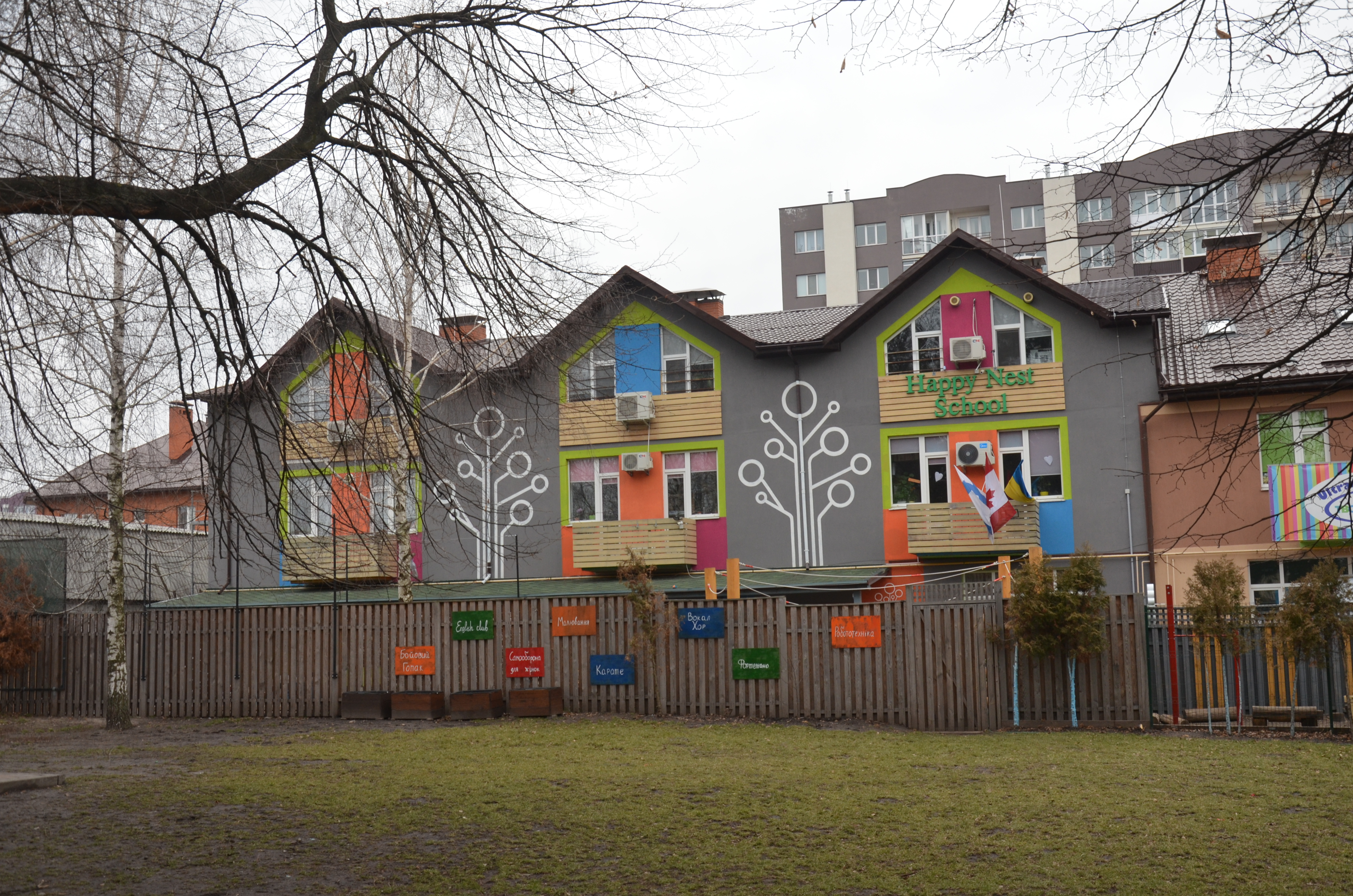
Вишневе, приватна початкова та середня школа
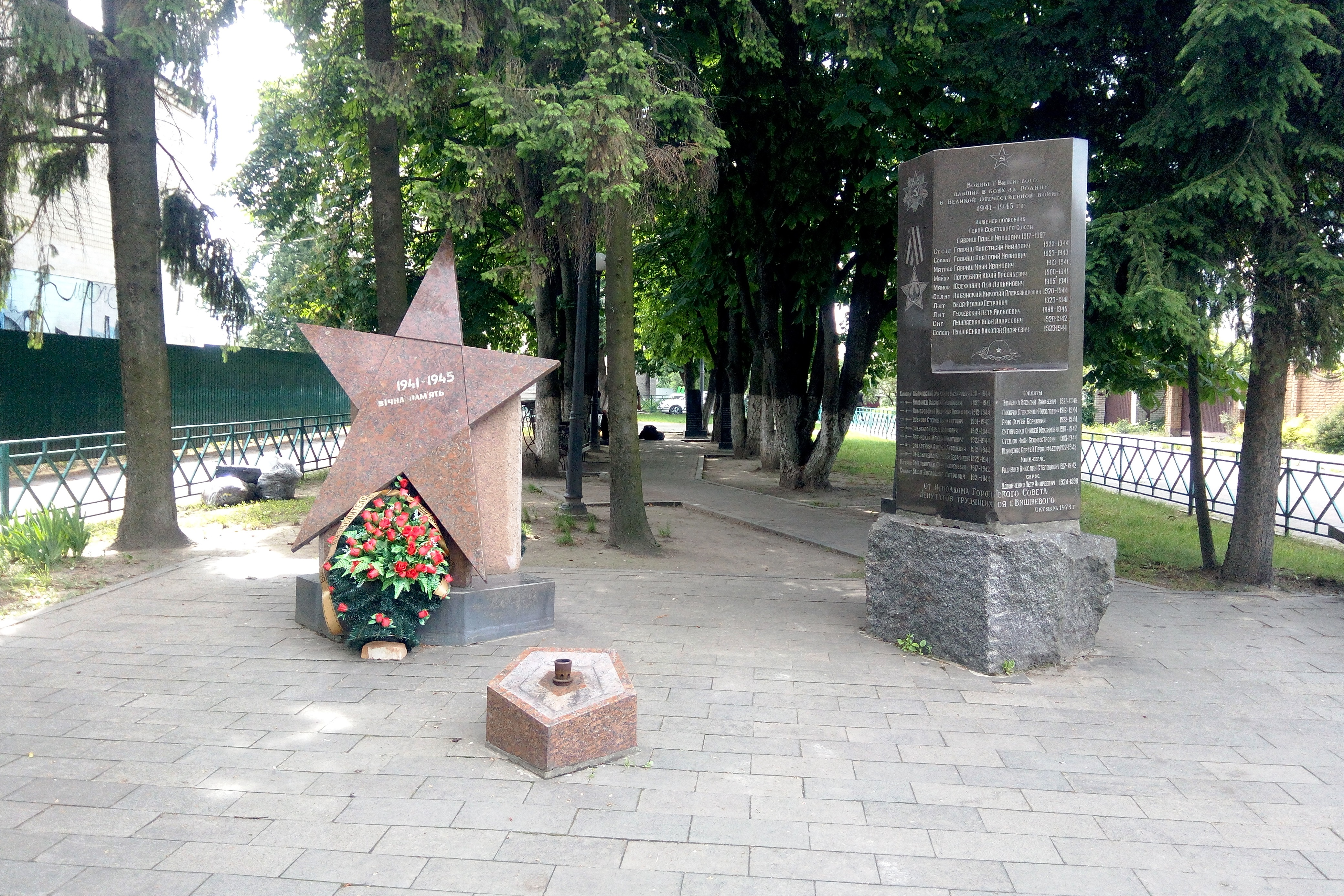
Військовий меморіал "Glory"
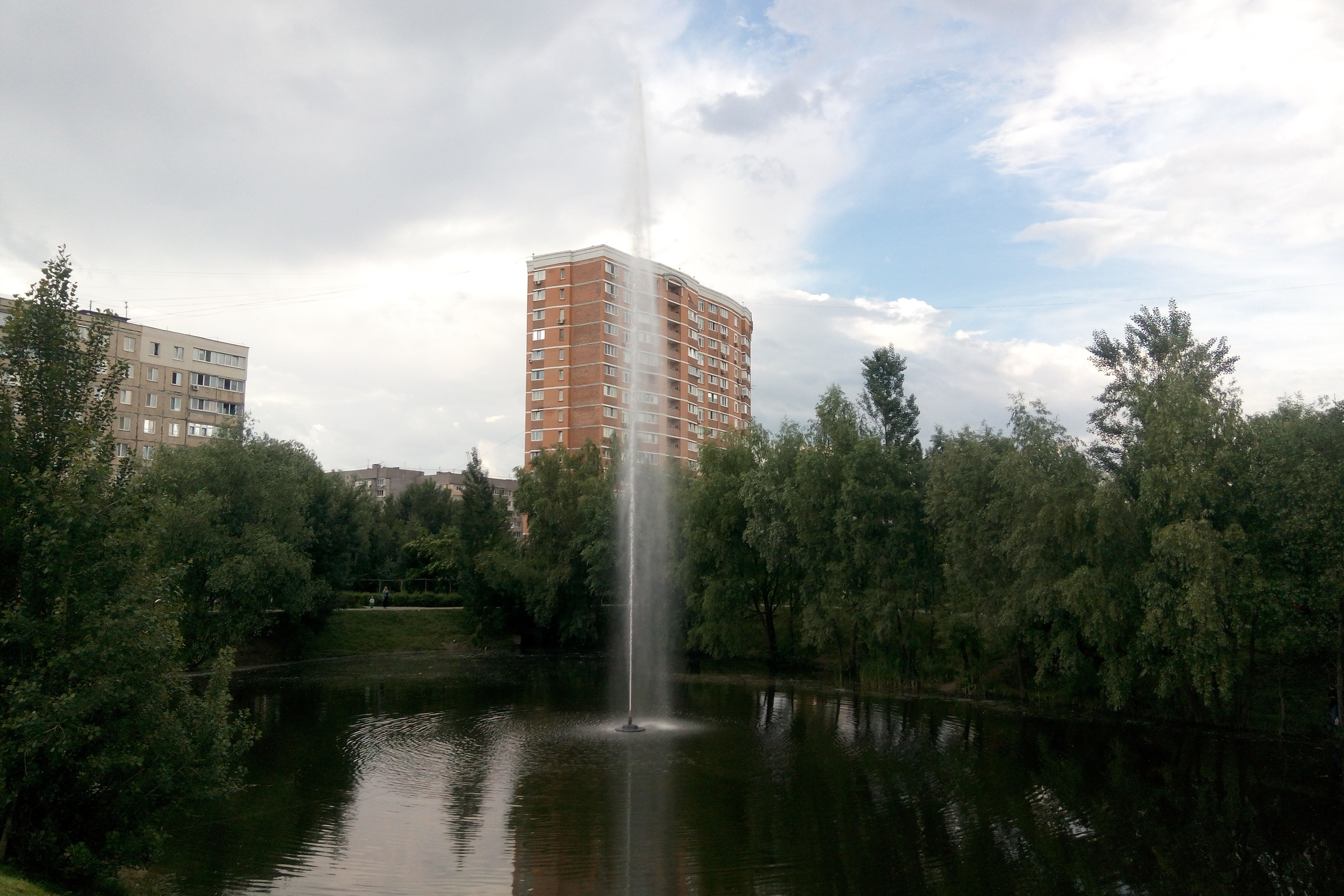
Фонтан на озері Оріон в Центральному парку
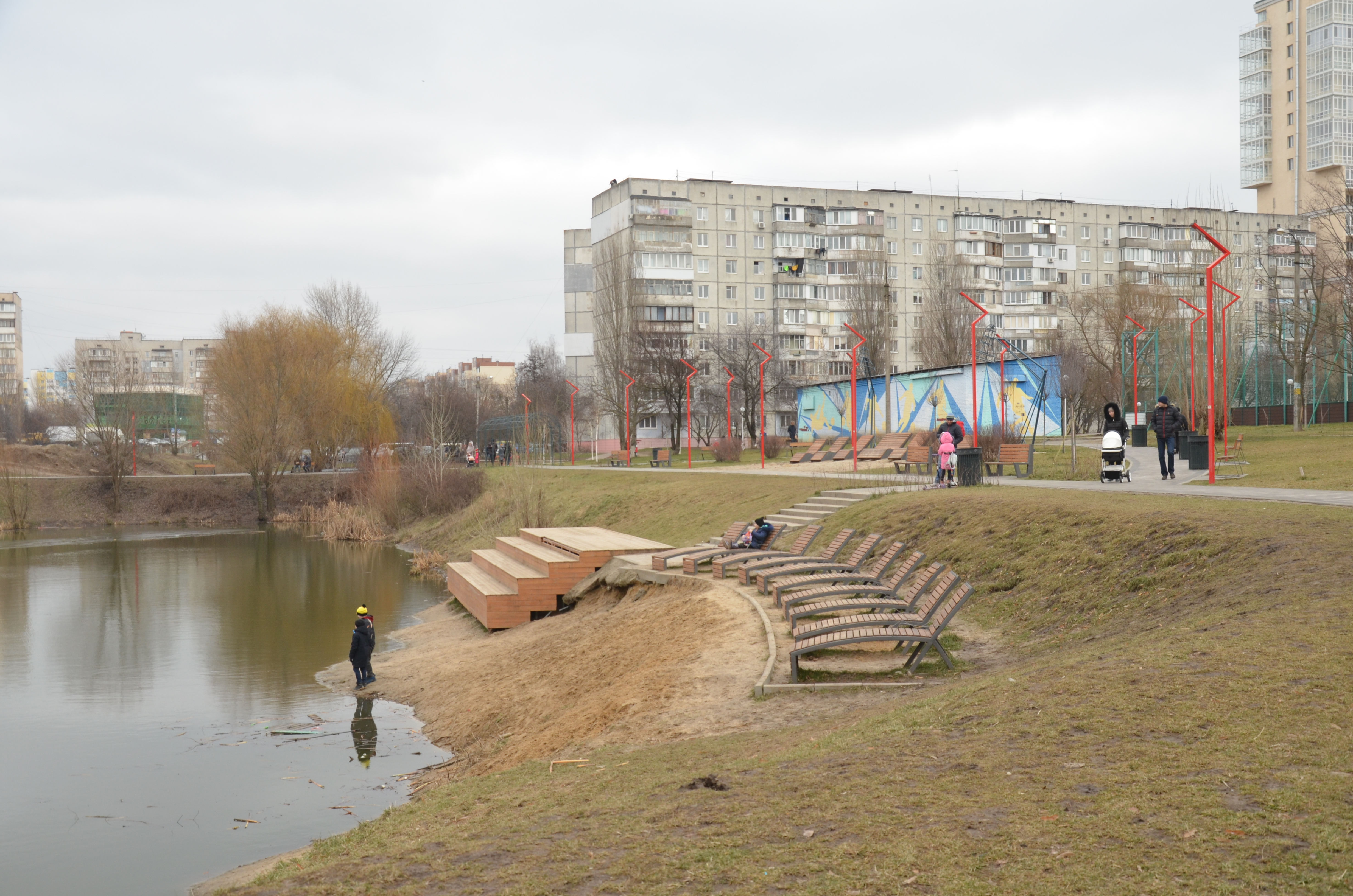
Вишневе, Центральний парк, зона відпочинку біля озера
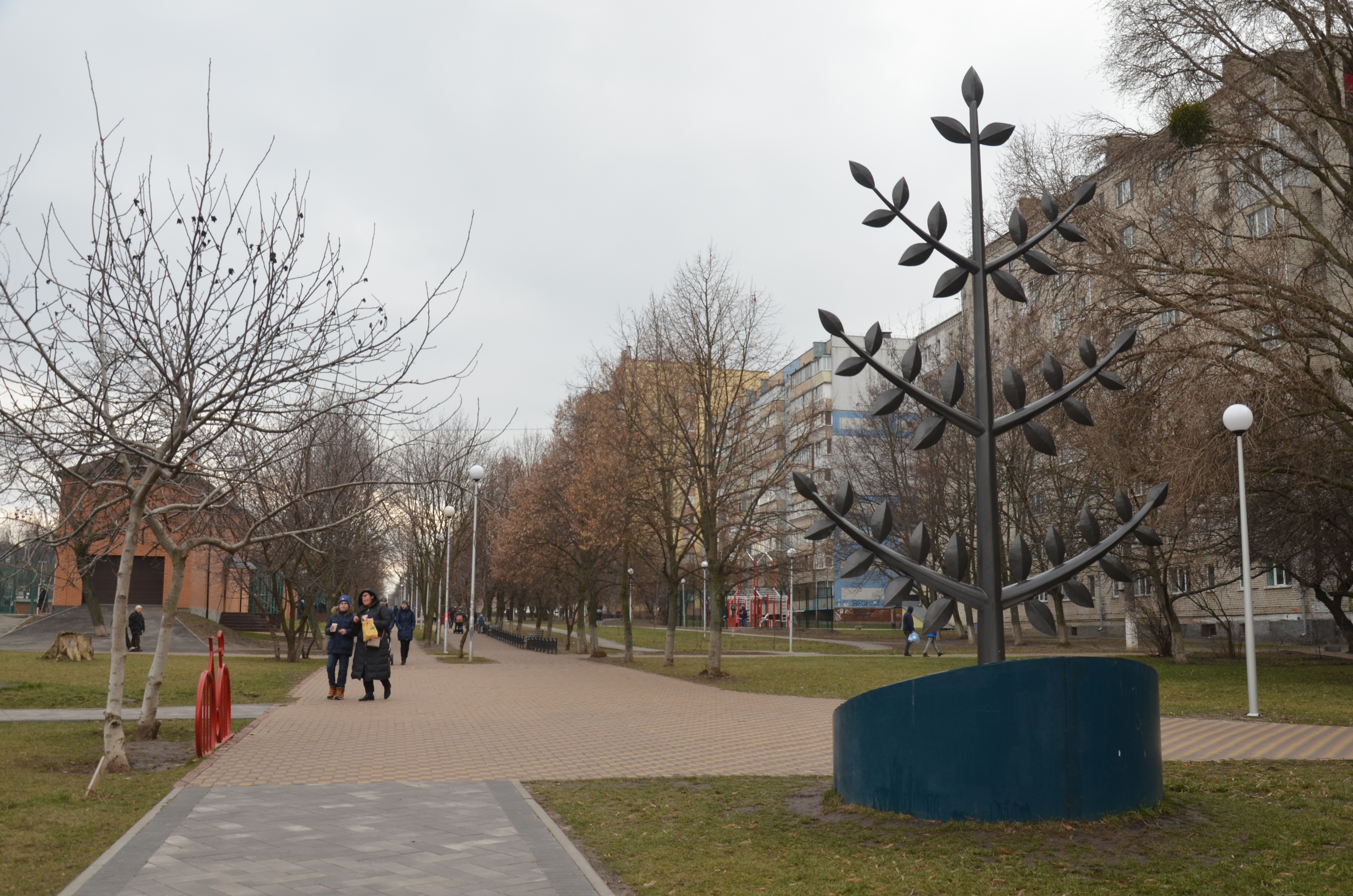
Вишневе, алея Центрального парку
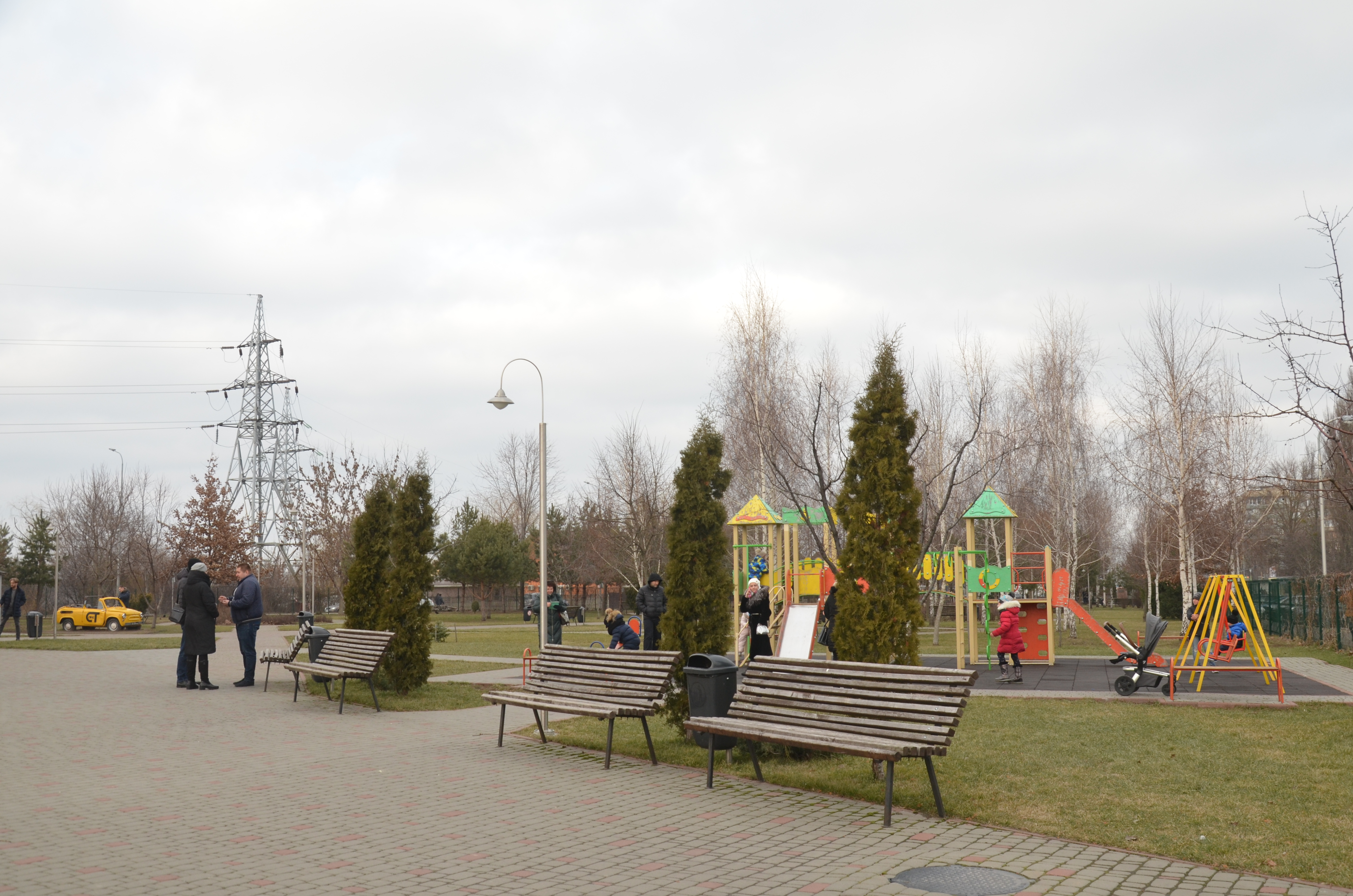
Вишневе, парк по вул. М. Ломоносова
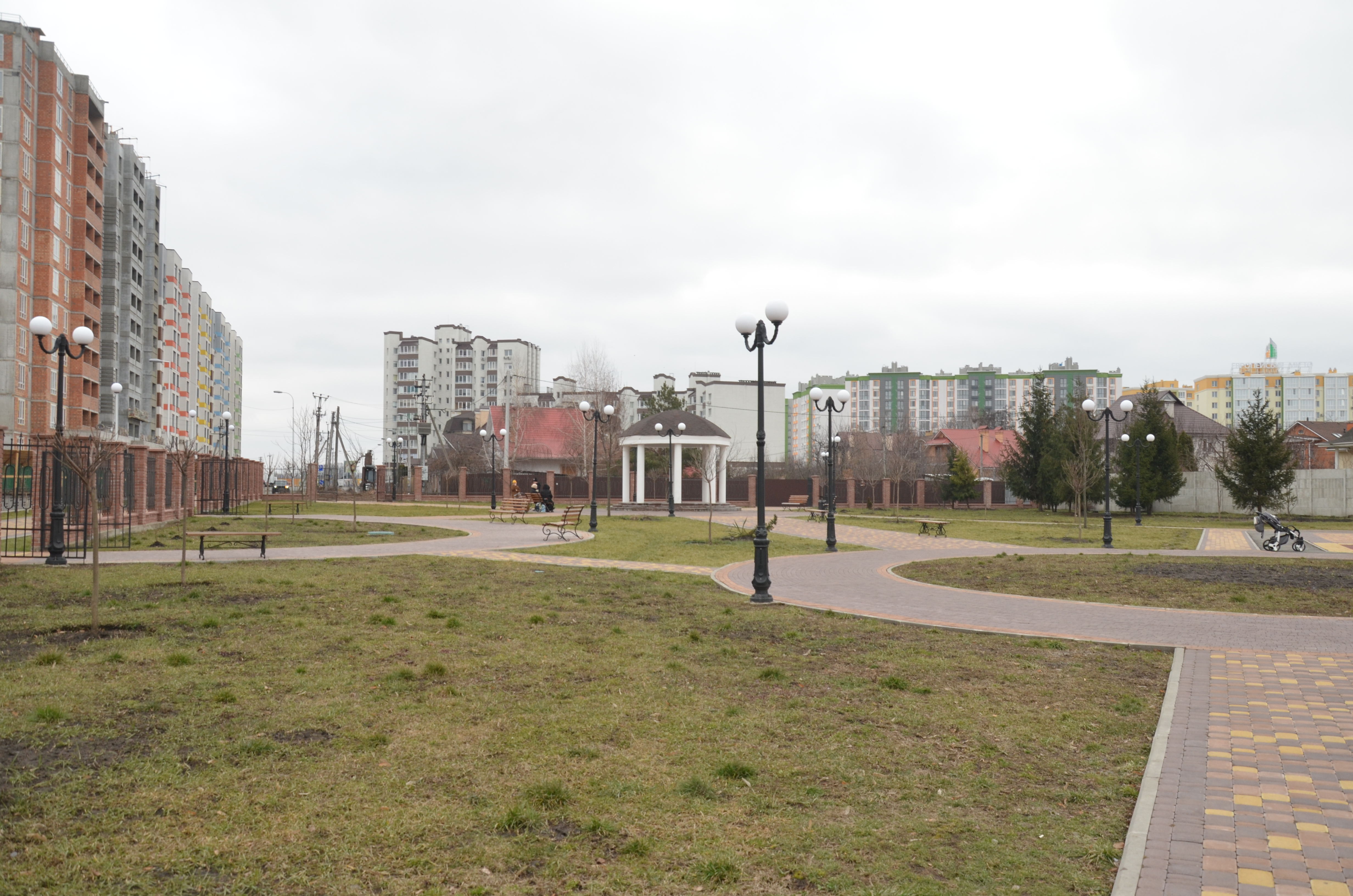
Вишневе, сквер по вул. Освіти